# Henry Drucker
Pour les articles homonymes, voir Drucker.
Henry Drucker, né vers 1850 et mort le 10 mars 1909, est un chansonnier et auteur dramatique français actif de la fin des années 1870 au début des années 1900.

## Biographie
Malgré une œuvre importante jouée et interprétée sur une période de plus de trente ans de 1877 à 1909, on ne sait pratiquement rien d'Henry Drucker sinon qu'il était d'origine alsacienne et qu'il a été membre de la Société des auteurs et compositeurs dramatiques de 1895 à sa mort.
On lui doit les paroles de plus de quatre cents chansons de la fin des années 1870 au début des années 1900 sur des musiques, entre autres, de Gustave Goublier, Tony Rieffler, Léopold Gangloff, Paul Fauchey, Gaston Maquis, Lucien Collin ou Henri Rosès.
Il est également l'auteur des livrets d'une douzaine d'opérettes et de vaudevilles comme Comme on fait son lit..., pièce en un acte jouée au Théâtre d'Application le 10 mars 1898.

## Carrière
comme chansonnier
- 1879 : Dans ma nacelle, barcarolle, musique d'Abel Queille[5]
- 1879 : Te souviens-tu ma belle, rêverie-barcarolle, musique d'Abel Queille
- 1880 : Le Rhin, mazurka chantée, musique d'Olivier Métra
- 1880 : La Marguerite, mazurka chantée, musique d'Olivier Métra
- 1880 : Ballade arabe, musique de Louis Gregh
- 1880 : Fatma, réponse à la ballade arabe, musique de Louis Gregh
- 1880 : Voici les beaux jours, polka chantée, musique de Tony Rieffler
- 1880 : A ton bras, polka chantée, musique de Tony Rieffler
- 1880 : Seule, mazurka chantée, musique de Tony Rieffler
- 1881 : Les bois reverdissent, chanson, musique d'Abel Queille[6]
- 1881 : C'est égal !, chansonnette, musique d'Abel Queille[7]
- 1882 : Le Bonnet de Marguerite, chanson, musique d'Abel Queille[8]
- 1883 : C'est le secret de Polichinelle, chansonnette, musique d'Abel Queille[6]
- 1883 : Nina, ma belle, barcarolle, musique d'Abel Queille
- 1883 : Mignonne, donne-moi ta bouche fraîche, mélodie, musique d'Albert Petit
- 1884 : C'est pas ma faute, j'suis grise !, chansonnette, musique d'Abel Queille[9]
- 1886 : Les blés sont fauchés, villanelle, musique de Jules Javelot[10]
- 1886 : Cette fois, ça y est, chansonnette, avec Albert Fontana, musique de Lucien Collin
- 1886 : Le Chemin du ciel, chansonnette, avec Albert Fontana, musique d'Henri Chatau
- 1886 : Zut !, chansonnette, avec Albert Fontana, musique de Tac-Coen
- 1886 : Baisers, envolez-vous !, chansonnette valse, avec Albert Fontana, musique de Germain Laurens
- 1886 : La Fête de mon mari, chansonnette, avec Albert Fontana, musique de Félix Chaudoir
- 1886 : Comment on se quitte, chanson, musique de Tac-Coen. Mention honorable au concours de chansons de l'Éden-Théâtre[11]
- 1886 : L'Honneur du soldat, chanson patriotique, avec Albert Fontana, musique de Tac-Coen[12]
- 1888 : La Bouquetière, chansonnette, musique de Gaston Maquis
- 1888 : Un baptême, chansonnette, musique de Gaston Maquis
- 1888 : Sous les toits, chanson, musique de Gaston Maquis[13]
- 1888 : Baisers volés, romance, musique de François Wohanka
- 1888 : Dans les tambours, marche, musique de Gaston Maquis
- 1891 : Salut aux hirondelles, musique de Gaston Maquis
- 1891 : Retour au nid, romance, musique de Gaston Maquis[14]
- 1891 : Les Petites Marionnettes, avec Alexandre Trébitsch, musique de Gustave Goublier[15], chanson créée par Paula Brébion à la Scala.
- 1891 : Je t'aime !, romance, musique de Gustave Goublier
- 1891 : Bonjour, petite Thérèse, idylle, musique de Gustave Goublier
- 1892 : C'était un rêve, romance, musique de Gaston Maquis. Interprétée par Émile Mercadier en 1925 (disque Pathé n° 4760).
- 1892 : Lettre à Mme ***, mélodie, musique d'Albert Corbin
- 1896 : Adieu baisers (Nous n'irons plus au bois), avec Auguste Ménard, musique de Gustave Goublier[16]
- 1901 : Pourquoi m'aimer ?, musique de Gustave Goublier
- 1907 : A tes beaux yeux, valse lente, musique de Gustave Goublier[17]
- 1908 : L'Espiègle !, chansonnette enfantine, musique de Gustave Goublier[18]
- 1909 : Le Clou, mazurka, avec Auguste Ménard, musique de Gustave Goublier[19]
- 1909 : Histoire d'omnibus, démangeaison en 3 couplets, avec Auguste Ménard, musique de Gustave Goublier[20]
- 1909 : Il faut en passer à la femme, avec Raoul Benoit, musique de Gustave Goublier[21].

comme auteur dramatique
- 1878 : La Diva par amour, opérette en un acte, avec Armand Laffrique[22], musique de Tony Rieffler, à l'Alcazar d'hiver (23 février)[23]
- 1878 : C'était pour rire !, opérette en 1 acte avec Armand Laffrique, musique de Tony Rieffler, à l'Alcazar d'hiver (mai)[24]
- 1879 : Les Deux Favorites, grand duo, avec Armand Laffrique, musique de Tony Rieffler, à la Scala (27 mars)[25]
- 1879 : La Diva par amour, reprise à la Scala de l'opérette en 1 acte créée en février 1878 à l'Alcazar d'hiver (7 juin)[26]
- 1880 : Le Chien de la chanteuse, opérette en un acte, avec Armand Laffrique, musique de Tony Rieffler, à la Scala (17 avril)[27]
- 1881 : L'Île des Vierges, comédie-vaudeville en 3 actes, musique de Lucien Collin, au théâtre des Folies-Marigny (26 janvier)
- 1888 : Nini Grand-Livre, comédie naturaliste en un acte, avec Joseph Torin[28], à l'Éden-Concert (30 juin)
- 1893 : La Val-qui-pleure, opérette-bouffe en un acte (parodie de la Walkyrie de Richard Wagner), avec Auguste Ménard, musique d'Émile Galle, au Concert parisien (1er octobre)
- 1894 : Le Club des célibataires, vaudeville en un acte, avec Gaston Maquis, au théâtre de l'Alcazar (Marseille) (21 février)
- 1894 : Le Mariage de Lise, vaudeville en un acte, avec Auguste Ménard, musique de Léopold Gangloff, à l'Eldorado (2 septembre)
- 1898 : U. V. D. C. [Une Veine De Cocu], opérette en un acte, avec Léon Garnier, musique de Gaston Maquis, à l'Eldorado (15 janvier)[29]
- 1898 : Comme on fait son lit..., comédie en un acte, au théâtre d'Application (10 mars).

## Discographie
- 1925 : C'était un rêve, paroles d'Henry Drucker, musique de Gaston Maquis (1892), romance interprétée par Émile Mercadier de l'Eldorado, disque Pathé double face n° 1760[30].